# 赵修建
赵修建（1959年—），男，中国材料学家，武汉理工大学教授，硅酸盐材料工程教育部重点实验室主任，主要研究方向为基于光电功能薄膜技术的生态建筑玻璃、光电子玻璃及薄膜等。中华人民共和国教育部第二批长江学者特聘教授。主持包括"863"项目在内的多个重点学术科研项目、发表数百篇论文、出版多本学术著作。

## 生平
1978年2月进入湖北建筑工业学院学习，1982年1月获学士学位。1983年4月进入日本京都工艺纤维大学，1985年3月，获硕士学位。1985年4月至1988年3月，获日本京都大学博士研究生。